# Imanol Garciandia
Imanol Garciandia Alustiza (* 30. April 1995 in Urretxu) ist ein spanischer Handballspieler. Der 2,04 m große rechte Rückraumspieler spielt seit 2021 für den ungarischen Erstligisten Pick Szeged und steht zudem im Aufgebot der spanischen Nationalmannschaft.

## Karriere

### Verein
Imanol Garciandia lernte das Handballspielen bei SD Urola, einem Sportverein der beiden Gemeinden Urretxu und Zumarraga im Baskenland. Über Sanlo EKT in Elgoibar kam der Linkshänder 2015 zum Erstligisten CB Ciudad de Logroño, mit dem er in der Saison 2015/16 Vizemeister in der Liga ASOBAL hinter dem FC Barcelona wurde. In der Copa del Rey unterlag er mit dem Team aus der Region La Rioja 2016/17 und 2017/18 erst im Finale gegen Barca, ebenso wie in der Copa ASOBAL 2015/16 und in der Supercopa Asobal 2017/18. Im Europapokal sammelte er Erfahrung in der EHF Champions League 2015/16 und 2016/17 sowie im EHF-Pokal 2017/18, 2018/19 und 2019/20. Für Ciudad de Logroño warf der rechte Rückraumspieler 378 Tore in 139 Ligapartien. In der Saison 2020/21 lief Garciandia für den Klub Pays d’Aix UC in der französischen Starligue auf, wo er 104 Tore in 30 Spielen erzielte. Seit der Saison 2021/22 steht er beim ungarischen Erstligisten Pick Szeged unter Vertrag. Mit Szeged gewann er 2022 die ungarische Meisterschaft und 2025 den ungarischen Pokal. In der EHF Champions League 2021/22 erreichte die Mannschaft das Achtelfinale.

### Nationalmannschaft
In der spanischen A-Nationalmannschaft debütierte Imanol Garciandia am 20. Juni 2018 gegen Polen. Bei den anschließenden Mittelmeerspielen 2018 in Tarragona gewann er mit der Auswahl die Bronzemedaille, bei den Mittelmeerspielen 2022 die Goldmedaille. An einer Weltmeisterschaft nahm er erstmals im Januar 2023 in Polen und Schweden teil. Mit der spanischen Auswahl zur Weltmeisterschaft 2023 gewann er die Bronzemedaille. Mit der spanischen Olympiamannschaft 2024 gewann er auch die Bronzemedaille bei den Olympischen Spielen. Er gehörte zum spanischen Aufgebot zur Weltmeisterschaft 2025 (18. Platz).